# 16766 Ріґі
16766 Ріґі (16766 Righi) — астероїд головного поясу, відкритий 18 жовтня 1996 року.
Тіссеранів параметр щодо Юпітера — 3,307.
Названо на честь Аугусто Ріґі (італ. Augusto Righi; 1850—1921) — італійського фізика, члена Національної академії деї Лінчеї (1898).